# Obilić (Kosovo)
Pour les articles homonymes, voir Obilić.
Obiliq en albanais et Obilić en serbe latin {en serbe cyrillique : Обилић ; autre nom albanais : Kastriot) est une ville et une commune/municipalité du Kosovo qui fait partie du district de Pristina (selon le Kosovo) ou du district de Kosovo (selon la Serbie). Selon le recensement kosovar de 2011, la commune compte 21 549 habitants et la ville intra muros 6 864.

## Géographie
Obiliq/Obilić est située au nord-ouest de Pristina, sur la route principale qui mène à Mitrovicë/Kosovska Mitrovica.

## Histoire
Obiliq/Obilić doit son nom serbe au chevalier Miloš Obilić, censé avoir tué le sultan ottoman Mourâd Ier lors de la première bataille de Kosovo Polje le 15 juin 1389. Le nom albanais de Kastriot, proposé en 2001, est un hommage au héros albanais Gjergj Kastriot Skanderbeg, qui résista pendant un quart de siècle à l'invasion ottomane ; lors de la seconde bataille de Kosovo en 1448, Skanderbeg devait se joindre à l'armée hongroise de Jean Hunyadi, voïvode de Transylvanie mais les manœuvres du despote serbe Đorđe Branković l'empêchèrent de rejoindre à temps le lieu de la bataille, qui fut une victoire ottomane.

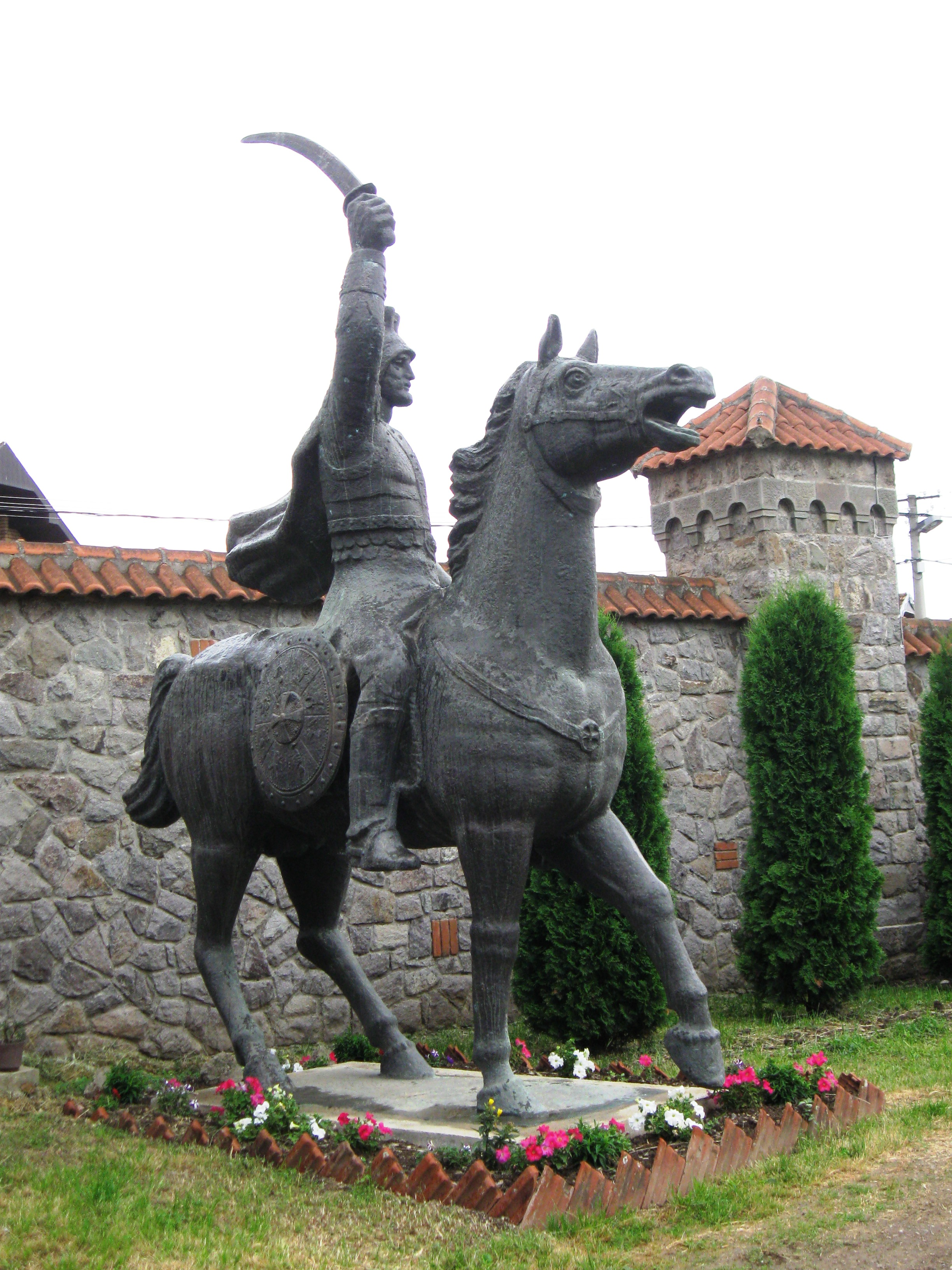
Le monument de Miloš Obilić à Obiliq/Obilić

## Localités

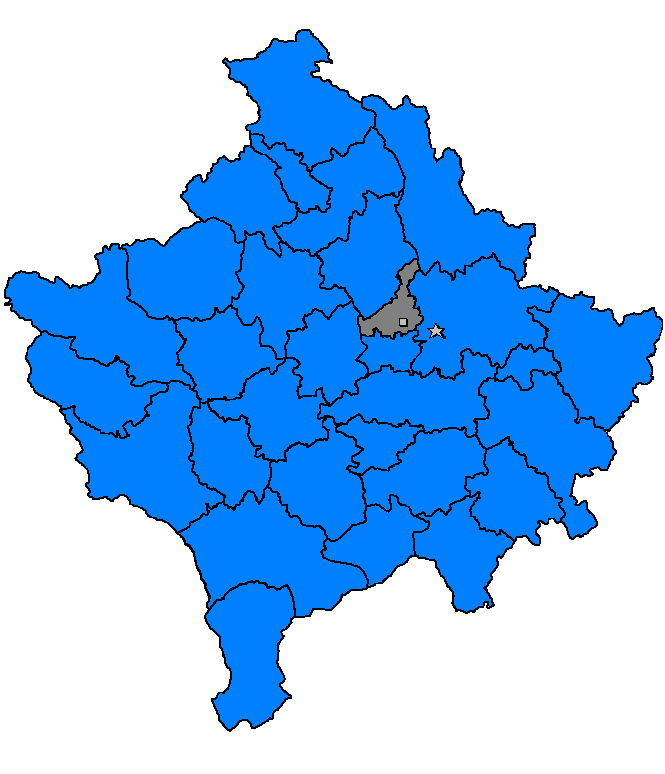
Localisation de la commune/municipalité d'Obiliq/Obilić au Kosovo

La commune/municipalité compte les localités suivantes :
| - Babimoc/Babin Most - Bakshi/Bakšija - Breznicë/Breznica - Caravodicë/Crkvena Vodica - Dobrosellë/(Crkvena Vodica) - Graboc i Epërm/Gornji Grabovac - Hade/Ade - Hamidi/Hamidija - Kozaricë/(Breznica) - Kryshec/Kruševac | - Leshkoshiq/Leskovčić - Llazarevë/Lazarevo - Mazgit/Mazgit - Miloshevë/Miloševo - Minjerë e Kosovës/Rudnik Kosovo - Obiliq/Obilić - Plemetin/Plemetina - Raskovë/Raskovo - Siboc/Sibovac - Shipitullë/Šipitula |

## Démographie

### Population dans la villeintra muros

#### Évolution historique de la population dans la ville
| 1948  | 1953  | 1961  | 1971  | 1981  | 1991   | 2011  |
| ----- | ----- | ----- | ----- | ----- | ------ | ----- |
| 1 217 | 1 613 | 3 646 | 6 906 | 8 769 | 11 612 | 6 864 |

|  |

#### Répartition de la population par nationalités dans la ville (2011)
En 2011, les Albanais représentaient 96,55 % de la population.

### Commune/Municipalité

#### Évolution historique de la population
| 1948  | 1953   | 1961   | 1971   | 1981   | 1991   | 2011   |
| ----- | ------ | ------ | ------ | ------ | ------ | ------ |
| 9 228 | 10 971 | 14 899 | 21 188 | 26 595 | 31 627 | 21 549 |

|  |

#### Répartition de la population par nationalités (2011)
En 2011, les Albanais représentaient 92,13 % de la population, les Roms 3,07 %, les Ashkalis 2,68 % et les Serbes 1,28 %. En 2013, l'OSCE, s'appuyant sur des données du Bureau municipal sur les communautés et les retours, fait état de la présence de 2 880 Serbes, 720 Roms et 80 Bosniaques ; la commune/municipalité compte aussi quelques Monténégrins et Circassiens.

## Religions

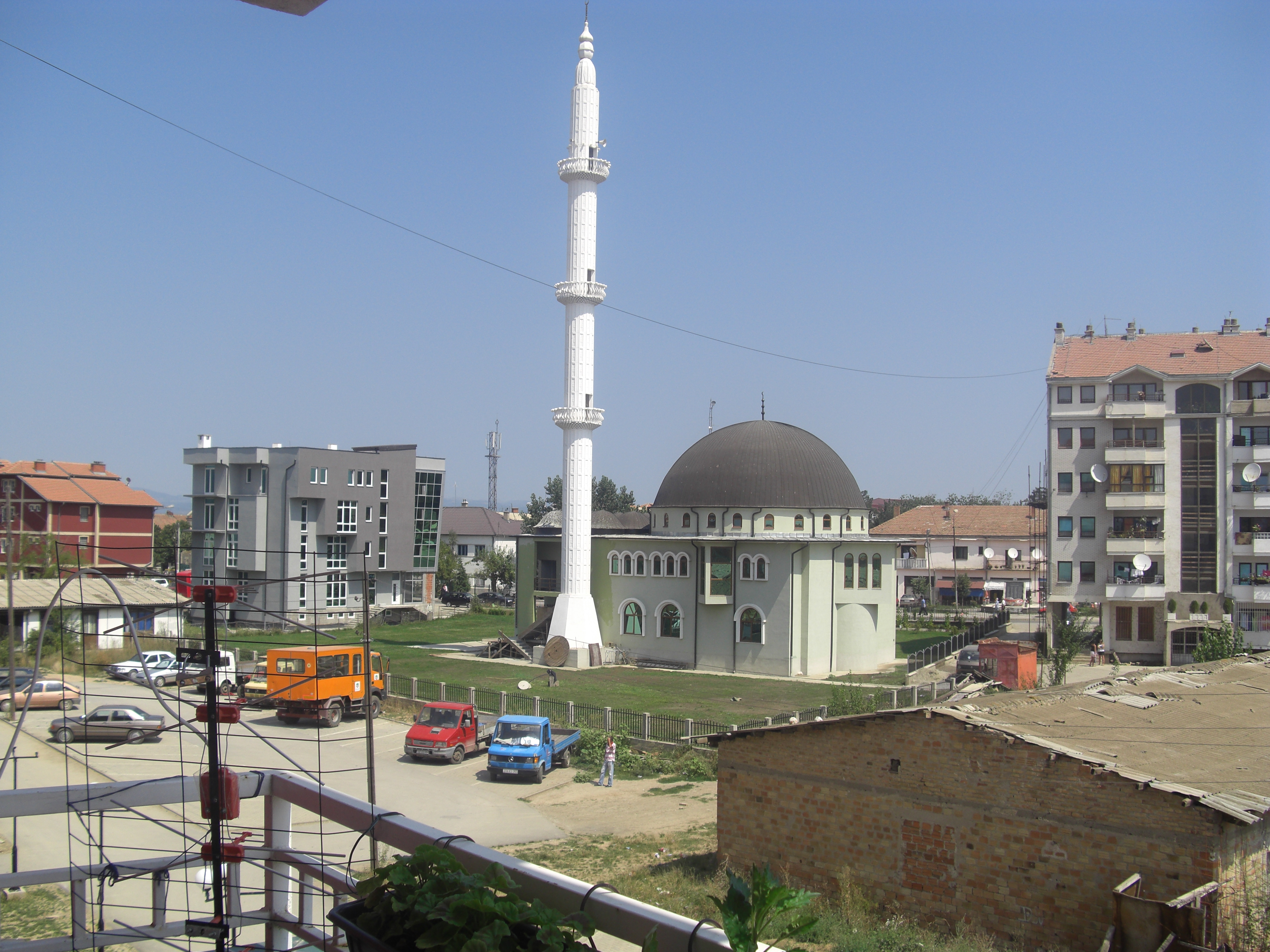
Une mosquée à Obiliq/Obilić
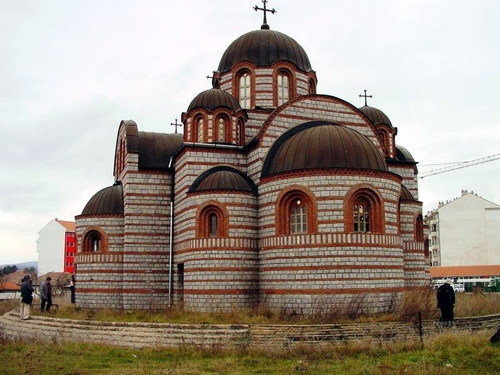
L'église de la Nativité au centre d'Obiliq/Obilić

## Politique
À la suite des élections locales de novembre 2009, les 21 sièges de la commune/municipalité d'Obiliq/Obilić se répartissaient de la manière suivante :
| Parti                                  | Sièges |
| -------------------------------------- | ------ |
| Parti démocratique du Kosovo (PDK)     | 6      |
| Alliance pour l'avenir du Kosovo (AAK) | 5      |
| Ligue démocratique du Kosovo (LDK)     | 5      |
| Mouvement pour l'unification (LB)      | 3      |
| Alliance pour un nouveau Kosovo (AKR)  | 1      |
| Parti de la justice (en) (PD)          | 1      |

Mehmet Krasniqi, membre du LDK, a été élu maire de la commune/municipalité.

## Tourisme

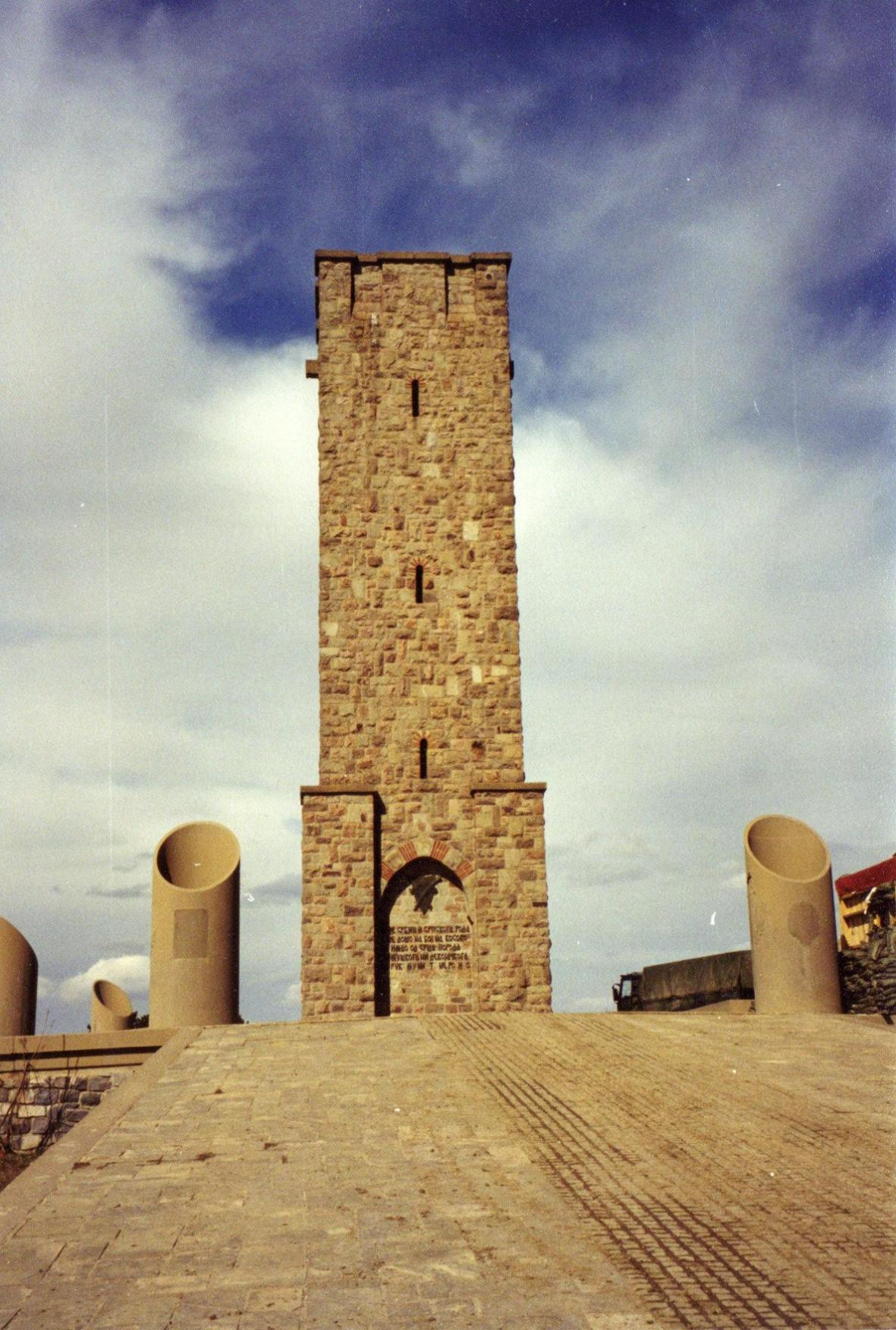
Le mémorial de Gazimestan

Parmi les sites et les monuments culturels de la commune/municipalité, on peut citer :
- l'église du Linceul-de-la-Mère-de-Dieu de Babimoc/Babin Most (1927)[5]
- le mémorial de Gazimestan (1389/1953), qui commémore la bataille de Kosovo Polje et figure sur la liste des entités spatiales historico-culturelles d'importance exceptionnelle de la république de Serbie[6]
- le turbe de Mourad Ier, à Mazgit/Mazgit, sur le site de Gazimestan (1389/XIXe-XXe siècles)[7]

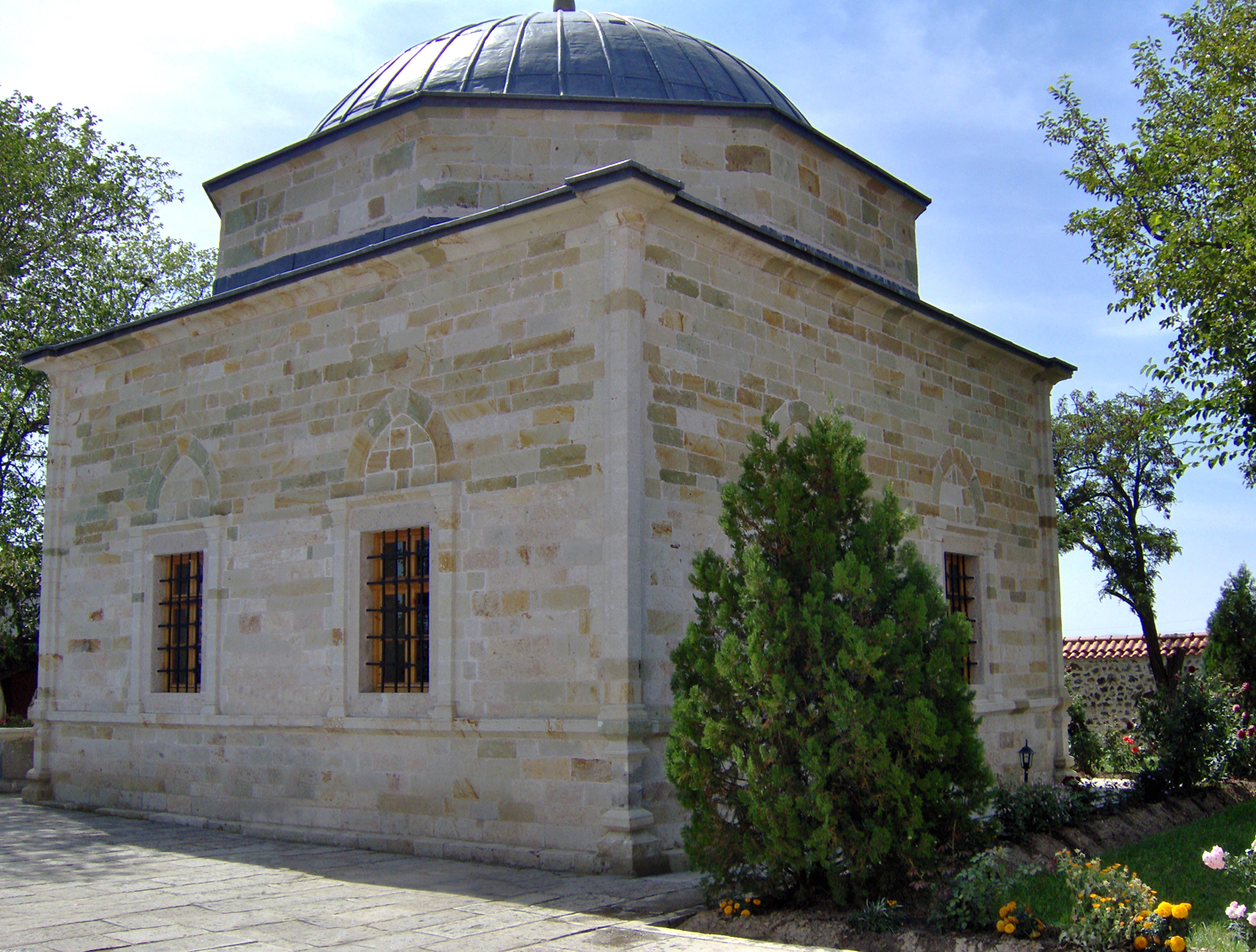
Le turbe de Mourad Ier